# Rudolf Szwabski
Rudolf Szwabski (niem. Rudolf von Rheinfelden) (zm. 15 października 1080 w Merseburgu) – książę Szwabii w latach 1057–1079, antykról niemiecki w latach 1077–1080.
Był synem Kuno von Rheinfeldena. Spokrewniony z dynastią salicką początkowo był sojusznikiem dworu cesarskiego. W 1057 roku otrzymał od cesarzowej Agnieszki nadanie księstwa Szwabii i Burgundię. W 1059 ożenił się z jej córką Matyldą, która zmarła bezdzietnie rok po ślubie. W 1066 Rudolf ożenił się z Adelajdą, córką hrabiego Ottona Sabaudzkiego. Z drugą żoną miał córkę Adelajdę Szwabską, żonę Władysława Świętego, króla Węgier.
W latach 1073–1075 brał udział w wojnie domowej w Niemczech skierowanej przeciwko powstaniu Sasów. Po klątwie papieskiej rzuconej na Henryka IV wypowiedział posłuszeństwo królowi i uczestniczył w sejmie w Tryburze, na którym możni niemieccy zażądali od cesarza ustąpienia z tronu. Podejmował wysiłki celem zapobiegnięcia spotkaniu Henryka IV z Grzegorzem VII w Canossie. W czerwcu 1075 roku poprowadził wojska królewskie na bitwę pod Homburgiem. 15 marca 1077 roku pod nieobecność Henryka IV w Niemczech został wybrany przez opozycję antycesarską królem. Spowodowało to wieloletnią wojnę domową w Rzeszy.

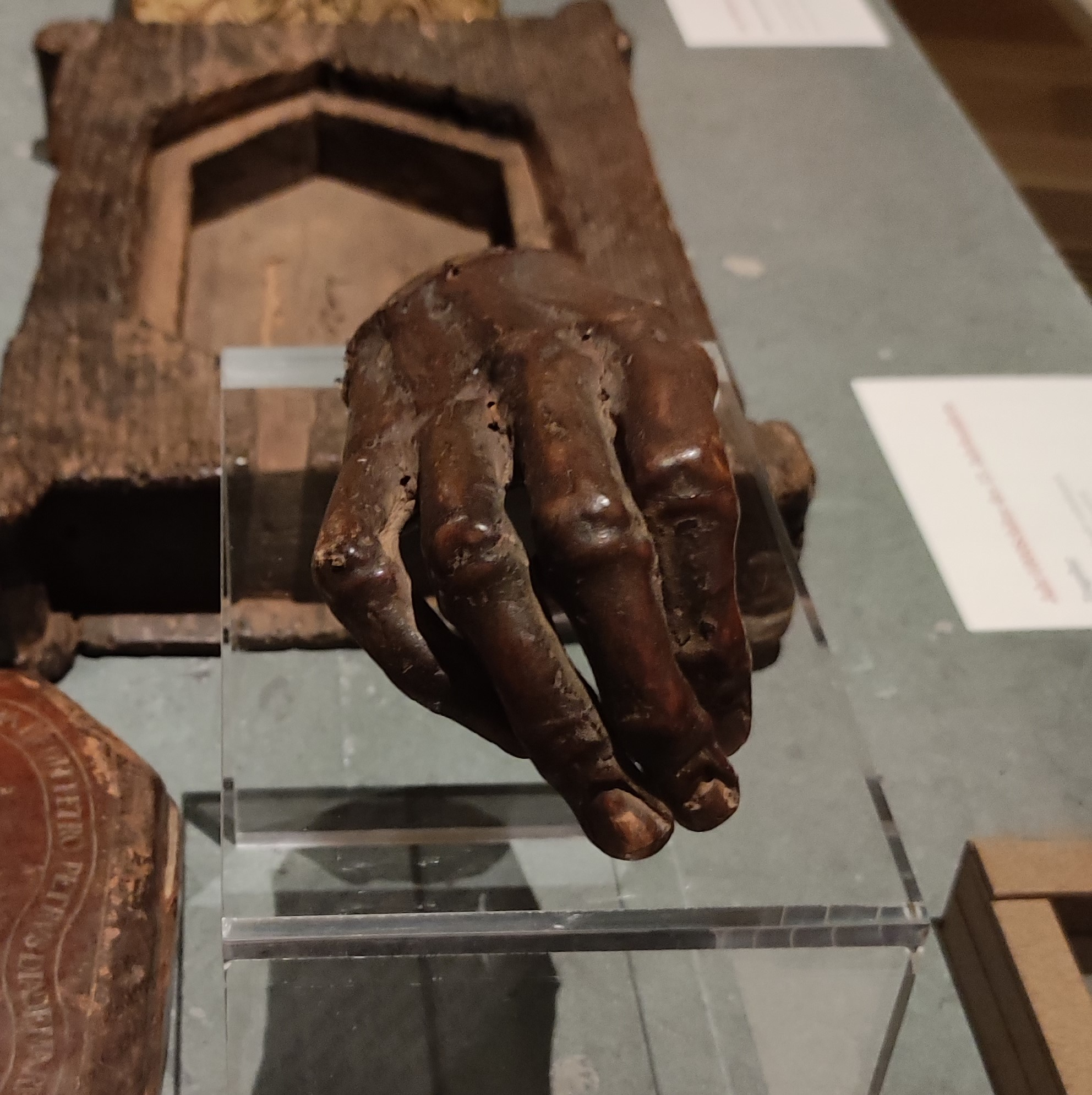
Zmumifikowana prawica Rudolfa Szwabskiego w zbiorach katedry w Merseburgu

Podczas Hoftagu w Ulmie w maju 1077 roku, Henryk IV uznał Rudolfa Szwabskiego za banitę, wyzuł go ze wszystkich lenn i godności, oraz zapowiedział karę śmierci dla wszystkich jego popleczników. W odpowiedzi na te działania cesarza, Rudolf uciekł do Saksonii, gdzie przebywał do końca życia i skąd prowadził działania wojenne. Dzięki sojuszowi z Sasami udało mu się utrzymać władzę i stworzyć własne państwo popierane przez Sasów i Szwabów.
7 marca 1080 roku został uznany królem Niemiec przez papieża. Nie udało mu się jednak doprowadzić do potwierdzenia tej nominacji w Rzeszy, gdyż zmarł na skutek ran odniesionych 15 października 1080 roku w bitwie nad Elsterą. Według podań, w bitwie Rudolf stracił prawą dłoń, co zostało wykorzystane przez kronikarzy przychylnych Henrykowi IV, którzy interpretowali to wydarzenie jako sąd boży. Utrata prawej dłoni trzymającej miecz miała dowodzić nieprawości roszczeń Rudolfa, który poniósł karę za zdradę przeciwko prawowitemu władcy. Średniowieczna tradycja głosi, że ucięta dłoń szwabskiego księcia została po bitwie zachowana, następnie zmumifikowana i obecnie znajduje się na wystawie w katedrze w Merseburgu, choć z braku szczegółowych badań nie jest możliwe potwierdzenie bądź zakwestionowanie owej tradycji. 